# IMI Romat
 (mars 2018).
Si vous disposez d'ouvrages ou d'articles de référence ou si vous connaissez des sites web de qualité traitant du thème abordé ici, merci de compléter l'article en donnant les références utiles à sa vérifiabilité et en les liant à la section « Notes et références ».

Les soldats de Armée de défense d'Israël ont IMI Romat en 1965. L'absence de cache-flamme est typique de ce FA.

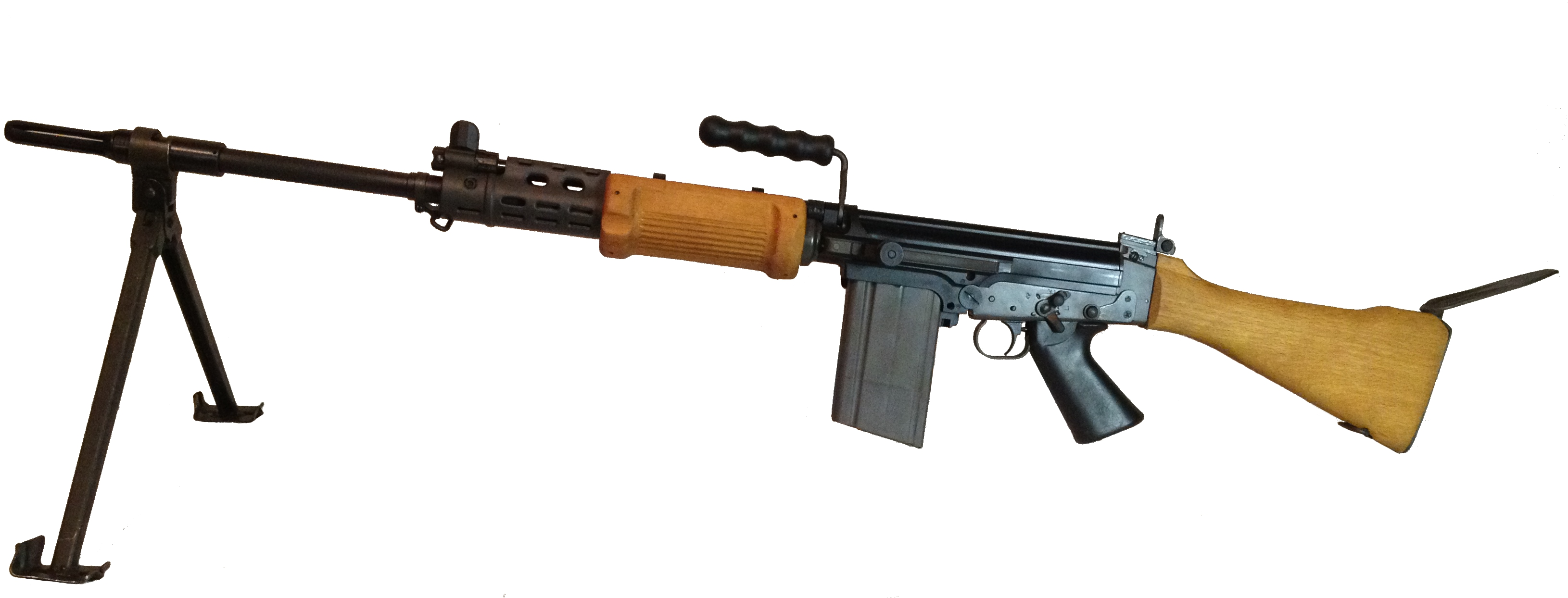
Un FALO israélien : le garde-main est caractéristique des FAL produits par IMI.

Le fusil d'assaut IMI Romat est la version israélienne du FN FAL.

## Présentation
Les FDI adopte le FAL en remplacement du Mauser-CZ, au lendemain de la crise de Suez. Ces FAL 50-00, 50-61 et FALO furent produits, à partir de carcasses belges, par les IMI contre la cession de la licence de l'Uzi à la FN Herstal. Ces armes  subissent quelques modifications : canon et cache-flamme lisse, extracteur en deux parties, crosse pleine en bois avec plaque de couche en tôle emboutie et ondulée, poignée-pistolet et poignée de transport en bois puis en ryslan. Mais les différences principales concerne le garde-mains constitué de 2 demi-coques en bois striés pour sa partie postérieure et une partie antérieure métallique perforée.

## Pourquoi Romat?
En hébreu le mot « Romat » signifie Fusil semi-automatique. Car comme dans le cas du L1A1,  ces fusils ont leur option tir en rafale bloquée .

## Fiche technique de la version fusil d'assaut
- Calibre : 7,62 mm
- Munition : 7,62 mm NATO
- Fonctionnement : emprunt des gaz, culasse basculante et tir sélectif.
- Longueur totale : 110 cm
- Masse à vide : 4,10 kg
- Chargeur : 20 coups
- Cadence de tir théorique : 600 coups par minute

## Fiche technique de la version fusil-mitrailleur
- Calibre : 7,62 mm
- Munition : 7,62 mm NATO
- Fonctionnement : emprunt des gaz, culasse basculante et tir sélectif.
- Longueur totale : 112,5 cm
- Masse à vide : 6 kg
- Chargeur : 20 coups
- Cadence de tir théorique : 600 coups par minute

## Les guerres du FAL desFDI
Portant des marquages en langue hébraïque, les FAL d'IMI connurent la guerre des Six Jours puis la guerre du Kippour. Mais à partir de l'Opération Litani, Tsahal employa des M16 et des Galil plus légers.

## Un FAL belgo-israélien pour les militaires et policiers malgaches
Dans les années 1970, le Mossad était chargé de la formation de la garde présidentielle de Madagascar. Un certain nombre de FAL de fabrication israélienne sont achetés par l’État malgache dans le cadre de ce contrat de formation (200 unités environ).La police de Madagascar continue d'utiliser le FAL dans sa version sous licence fabriquée en Israël. Ces FAL ont été donnés par l’État d’Israël avec plusieurs UZI dans le cadre d'un accord de coopération israélo-malgache dans les années 1970 visant à former les FRS (forces républicaines de sécurité). 
Ces armes sont toujours actuellement en service, du fait de leur robustesse et notamment une résistance à la corrosion supérieure par rapport aux autres armes anciennes telles que les MAS 49 et MAT 49 ou les type 56, voire les premiers AK-47. La police malgache tend à remplacer néanmoins petit à petit ces derniers FAL par des AK-47 récupérés sur les stocks de l'armée, qui tend à remplacer ses AK-47 par des AKM et AKMS de fabrication russe et des types 56 de fabrication chinoise. La raison étant une maniabilité supérieure grâce à une taille plus petite et un poids inférieur.Enfin les FAL  sont des fusils plutôt qui ne sont pas adaptés aux opérations de Police en raison de la très forte puissance de leurs munition.

## L'IMI Romat
Le FAL israélien apparait dans des films de guerre produit par des compagnies israéliennes ou tournés en Israël tels :
- Pour Sacha
- Le Scorpion rouge